# Halou al materiei întunecate

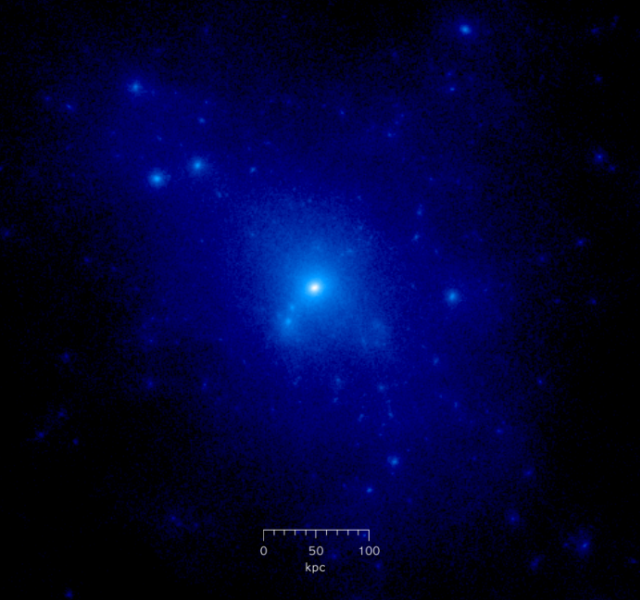
Halou al materiei întunecate creat print-o simulare cosmologică cu N corpuri.

Un halou al materiei întunecate (în engleză Dark matter halo) este un component ipotetic al unei galaxii care înfășoară discul galactic și care se întinde cu mult dincolo de limitele vizibile ale galaxiei. Masa haloului este porțiunea dominantă a masei totale a galaxiei. Dat fiind că ele sunt constituente ale materiei întunecate, halourile nu pot fi observate direct, dar existența lor este dedusă din efectele lor asupra mișcărilor stelelor și gazului din galaxii. Halourile materiei întunecate joacă un rol major în modelele actuale ale formării și evoluției galaxiilor.

Curba de rotație a Căii Lactee. Axa verticală (ordonata) reprezintă viteza de revoluție în jurul centrului galactic. Axa orizontală (abscisa) reprezintă distanța la centrul galactic. Soarele corespunde punctului galben. Curba observată este albastră; cea prezisă pornind de la masa stelară a gazului din Calea Lactee este în roșu. Dispersia observațiilor este indicată de barele gri. Diferența dintre cele două curbe este cauzată de materia întunecată sau prin faptul că legile gravitației sunt diferite de cele cunoscute.